# Gotlands geologi

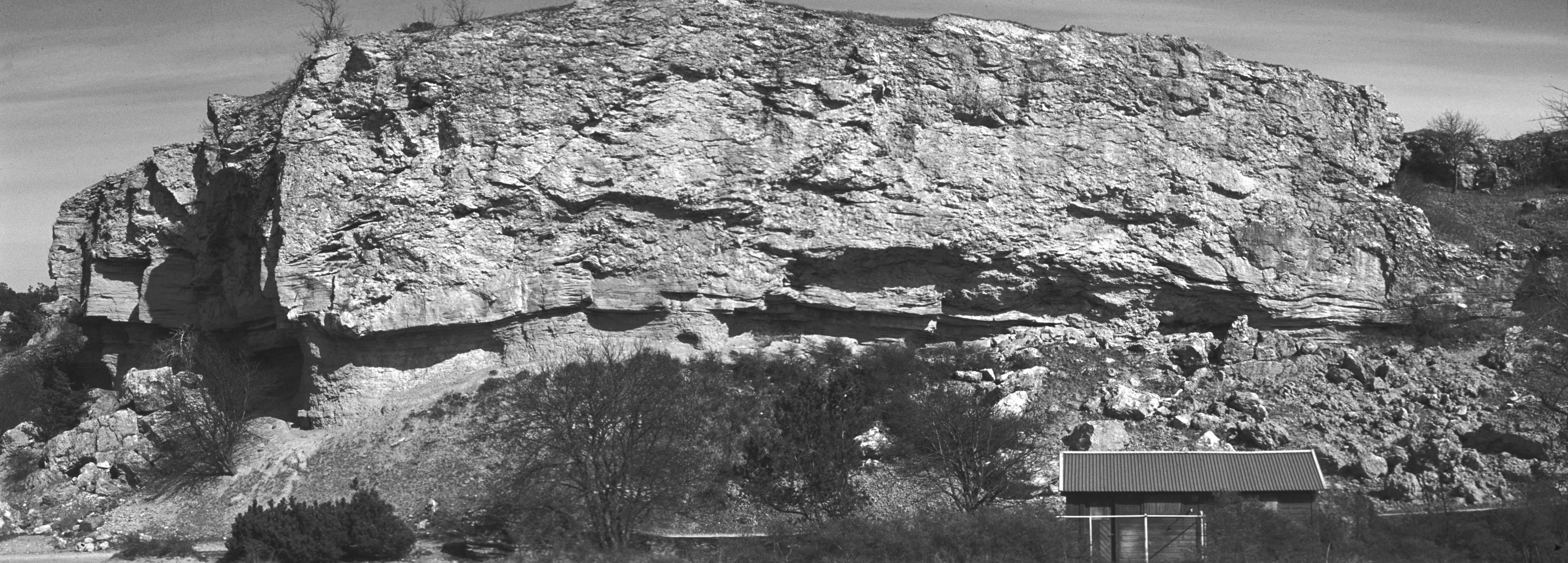
Siluriskt revkomplex i Gotland. Revet tillhör Sundre formation, och ligger över Hamra formation.

Gotlands geologi utgörs huvudsakligen av en berggrund av kalksten och lerskiffer bildad i ett tropiskt hav för cirka 435 till 420 miljoner år sedan, under perioden silur. Runt kusten har kalkstenar vittrat och eroderats till karakteristiska pelare och isolerade partier kallade raukar. Korallfossil av familjen Rugosa och fossila armfotingar förekommer på många delar av ön.
Berggrunden består av en sekvens av sedimentära bergarter som lutar mot sydöst. Huvuddelen av siluriska sedimentsekvensen av kalksten och lerskiffer består av tretton enheter med en total stratigrafisk tjocklek på 200–500 meter med de tjockaste delarna mot i söder. De siluriska bergarterna ligger ovanpå en 75–125 meter tjock sekvens av ordovicisk ålder. Under de sistnämnda bergarterna ligger fennoskandiska urberget på 400 till 500 meters djup under havsnivån. Det som är nu berg i dagen avsattes under silur i ett grunt, varmt och salt hav vid en mästan ekvatorial havsström. Vattendjupet översteg aldrig 175–200 meter och blev grundare över tid då bioherm detritus och sediment från land fyllde på den sedimentära bassängen. Tillväxten av organiska rev började i llandoverytid, när havet var 50–100 m djup och fortsatte sedan dess att dominera de den bevarade sedimentära sekvensen. Sandstenar återfinns bland de yngre bergarterna på södra Gotland och utgör sandrev nära den dåvarande kustlinjen. 
Bergarterna på ön innehåller tecken på globala massutdöenden som har fått sina namn efter gotländska ortnamn; Ireviken, Mulde och Lau.

Lagren lutar nedåt mot sydost. De översta lagren, från epoken Ludlow, finns därför på södra delen av ön, bl.a. med Burgsvikformationen i blått och Hemseformationen i ljusgrått. På den mellersta och norra delen av ön går lager från Wenlockepoken i dagen. Dessa domineras av Klintebergformationen på mellersta Gotland och Sliteguppen i norr (båda vita på kartan).

Gotlänningarnas liv och den ekonomiska aktiviteten på ön betingas av öns geologiska särdrag. Geologin påverkar möjligheterna för jord- och skogsbruk. Den är också grunden för kalkbrott som möjliggör cementproduktion och byggstensindustrin. Vid provborrningar har det påträffats bergolja av äldre paleozoisk ålder under Gotlands yta.

## Stratigrafi
| Silur 444 miljoner – 419 miljoner år före nutid | Silur 444 miljoner – 419 miljoner år före nutid | Silur 444 miljoner – 419 miljoner år före nutid | Silur 444 miljoner – 419 miljoner år före nutid |
| Period (System)                                 | Epok (Serie)                                    | Ålder (Etage)                                   | Miljoner år sedan                               |
| ----------------------------------------------- | ----------------------------------------------- | ----------------------------------------------- | ----------------------------------------------- |
| Devon                                           | Äldre devon                                     | Lochkov                                         | senare                                          |
| Silur                                           | Pridoli                                         | Pridoli                                         | 423–419                                         |
| Silur                                           | Ludlow                                          | Ludford                                         | 426–423                                         |
| Silur                                           | Ludlow                                          | Gorsty                                          | 427–426                                         |
| Silur                                           | Wenlock                                         | Homer                                           | 430–427                                         |
| Silur                                           | Wenlock                                         | Sheinwood                                       | 433–430                                         |
| Silur                                           | Llandovery                                      | Telych                                          | 438–433                                         |
| Silur                                           | Llandovery                                      | Aeron                                           | 441–438                                         |
| Silur                                           | Llandovery                                      | Rhuddan                                         | 444–441                                         |
| Ordovicium                                      | Yngre ordovicium                                | Hirnant                                         | tidigare                                        |

Lagerföljden på Gotland avsattes under tre epoker av silur, vilka lokalt indelas enligt följande, från yngst till äldst (från syd till nord på Gotland):
- Ludlow
  - Sundreformationen – översta (yngsta) formationen, som endast finns kvar på öns sydända
  - Hamraformationen – bl.a. med Hoburgskalksten
  - Burgsvikformationen – Burgsvikssandsten
  - Ekeformationen
  - Hemsegruppen
- Wenlock
  - Klintebergformationen
  - Halla-Muldeformationen
  - Fröjelformationen – sandsten
  - Slitegruppen
  - Hangvarformationen
  - Toftaformationen
  - Högklintformationen
  - Övre Visbyformationen
- Llandovery
  - Undre Visbyformationen – understa (äldsta) formationen, som ses i ytläge endast vid foten av öns nordvästra kustklint